# Youssef Msakni
 Youssef Msakni  (en árabe: يوسف المساكني) (Ciudad de Túnez, Túnez, 28 de octubre de 1990) es un futbolista tunecino. Juega de centrocampista en el Al-Arabi S. C. de la Liga de fútbol de Catar.

## Selección nacional
Es internacional con la selección de Túnez y acumula más de 100 internacionalidades.

## Clubes
| Club                    | País    | Año       |
| ----------------------- | ------- | --------- |
| Espérance de Tunis      | Túnez   | 2008-2013 |
| Al-Duhail S. C.         | Catar   | 2013-2023 |
| K. A. S. Eupen (cedido) | Bélgica | 2019      |
| Al-Arabi S. C. (cedido) | Catar   | 2021-2023 |
| Al-Arabi S. C.          | Catar   | 2023-     |

## Palmarés

### Campeonatos nacionales
| Título                  | Club               | País  | Año     |
| ----------------------- | ------------------ | ----- | ------- |
| Ligue Profesionelle 1   | Espérance de Tunis | Túnez | 2008-09 |
| Ligue Profesionelle 1   | Espérance de Tunis | Túnez | 2009-10 |
| Ligue Profesionelle 1   | Espérance de Tunis | Túnez | 2010-11 |
| Copa de Túnez           | Espérance de Tunis | Túnez | 2010-11 |
| Ligue Profesionelle 1   | Espérance de Tunis | Túnez | 2011-12 |
| Liga de fútbol de Catar | Lekhwiya S. C.     | Catar | 2013-14 |
| Liga de fútbol de Catar | Lekhwiya S. C.     | Catar | 2014-15 |
| Copa del Emir de Catar  | Lekhwiya S. C.     | Catar | 2014-15 |

### Campeonatos internacionales
| Título                      | Club               | Sede  | Año     |
| --------------------------- | ------------------ | ----- | ------- |
| Liga de Campeones de la CAF | Espérance de Tunis | Túnez | 2010-11 |

### Distinciones individuales
| Distinción                                  | Año     |
| ------------------------------------------- | ------- |
| Máximo goleador de la Ligue Profesionelle 1 | 2011-12 |
| Mejor futbolista tunecino del año           | 2012    |